# Bordeaux–Marseille
Das Straßenradrennen Bordeaux–Marseille war ein französischer Radsportwettbewerb für Berufsfahrer, der als Etappenrennen von 1923 bis 1931 mit Unterbrechungen von Bordeaux nach Marseille in Südfrankreich veranstaltet wurde. Weitere Etappenorte waren Carcassonne, Nîmes und Toulouse. Das Rennen hatte vier Austragungen.

## Palmarès
- 1923  Charles Juseret
- 1924  Max Suter
- 1925–1929 nicht ausgetragen
- 1930  Salvador Cardona
- 1931  Salvador Cardona